# 新世紀エヴァンゲリオン (漫画)
『新世紀エヴァンゲリオン』（しんせいきエヴァンゲリオン）は、貞本義行による日本の漫画。同名テレビアニメにおけるキャラクターデザイン担当者による同作のコミカライズ作品である。通称は貞本エヴァ（さだもとエヴァ）。
『月刊少年エース』（KADOKAWA）にて、アニメに先行する形で1995年2月号から連載開始された。2009年3月に、新たに創刊される同社の漫画雑誌『ヤングエース』への移籍が発表された。2009年7月より同誌で連載が再開され、2013年7月号で完結した。単行本は全14巻でカドカワコミックス・エースより発行。2014年11月20日発売の第14巻【プレミアム限定版】は、週間売上30.7万部で首位を獲得した（同年12月1日付けのオリコン週間"本"ランキング調べ）。2014年11月時点で累計発行部数は2500万部を突破している。2021年にはA5サイズ全7巻の【愛蔵版】が刊行された。

## 制作の背景
連載当初のタイトルには『新世紀』がついておらず、月刊少年エース1995年9月号からタイトルが『新世紀エヴァンゲリオン』になった。連載当初は毎号掲載されていたが、アニメ終了後から1年以上の長期休載が3度あり、順調でも隔月掲載ペースなど、原作のある漫画としては進行が遅く、単行本も2年から3年に1冊刊行のペースとなった。2013年6月4日発売の『ヤングエース』7月号で最終回を迎え、足かけ19年の長期連載作品となった。その最終回が掲載された号は完売が続出し、8月号で再掲載に至った。
「漫画版」と称されてはいるがアニメの原作ではなく、テレビシリーズと旧劇場版（第25話・第26話）の原案・脚本を元にしたコミカライズ作品である。また、『ヤングエース』での再開前、雑誌の公式サイトで公開された作者インタビュー記事では「あくまでTVシリーズと旧劇場版をコミカライズしたもの」であるため、新劇場版の追加要素を入れるつもりはない旨を語っていた。
基本線はアニメを踏襲しつつも、コミカライズにあたり執筆を手掛ける貞本によって、ストーリー進行やキャラクターの性格に独自の解釈がなされ再構成されている。貞本はアニメと漫画のフォーマットの違いを意識し、対象年齢を14、5歳に想定しつつも「難しすぎて下がらない」と語ったうえで、「神の視点」であるアニメに対して、少ない情報量で分かりやすくし、主人公の心の流れを軸にエヴァの世界観を見ることを心がけた。特に、渚カヲルに関しては登場時期や碇シンジとの関係性、性格なども大幅に変更されている。漫画版ではサンダルフォン、マトリエル、イロウル、レリエルの4体の使徒が削られているため、使徒の数は（リリン＝人類を除き）全13体である。終盤の展開は旧劇場版『Air/まごころを、君に』を基にしているが、結末はシンジが再生された世界で未来へ歩み出すという独自の物になっている。なお、単行本最終巻では、本編終了後に番外編（EXTRA STAGE）として、大学時代の碇ユイと六分儀ゲンドウ、新劇場版に登場した真希波マリを描いた、1話読み切りの短編描き下ろしエピソード「夏色のエデン」が追加された。
貞本はこの漫画版執筆のために、原作アニメにはキャラクターデザインと作画の一部しか関わっていない。ただし、初期にはアイデア出しなどで第6話までは何らかの形でかかわっている。また、第24話は作画監修をしている。

## あらすじ
西暦2015年、14歳の少年・碇シンジは10年以上前に彼を捨てた父・碇ゲンドウに突然呼び出され、謎の生命体・使徒に襲撃される第3新東京市で、それを殲滅するエヴァンゲリオン（EVA）の初号機に乗り戦うよう命じられる。シンジは父を憎みながらも反発心から乗る決意をし、恐怖に耐えながら使徒に挑む。所属組織NERVの上司である葛城ミサトと同居することになったシンジは、ミサトに反発して家出するなど葛藤しながらもEVAパイロットを続け、ミサトや同級生の鈴原トウジ、相田ケンスケらと親しくなってゆく。同時に、シンジはもうひとりのパイロット・綾波レイと交流し、寡黙な彼女にとまどいながらも、共に困難な戦いを乗り越え心を通わせる。
その後、新たなパイロット惣流・アスカ・ラングレーが加わり、彼女もミサト宅に同居する。同時期にミサトの元恋人でNERV職員の加持リョウジが日本に帰還する。彼のスパイ活動を知り問い詰めるミサトに、加持はNERV本部内に極秘に隠された第1使徒・アダムの存在を教えるが、偶然その場にいたシンジもそれを知ってしまう。加持はシンジに、ゲンドウがゼーレという組織をバックに持ち、死海文書という予言書に従った計画を進めていると説明、シンジはEVAを作り出したのが自分の母・碇ユイであると知り、彼女が実験中に幼い自分の目の前で消滅したことを思い出す。後日、EVA3号機のパイロットにトウジが選ばれ、彼の乗る3号機が突然使徒に取りつかれる。対決するシンジがトウジを案じて闘いを拒絶したため、ゲンドウは実験中のダミーシステムを作動させて初号機を動かし、使徒殲滅と同時にトウジは死亡する。
シンジはゲンドウに憤り、パイロットを辞してNERVを離れようとするが、その矢先新たな使徒が襲来する。シンジは加持に説得され再び初号機に乗るが、使徒を捕食して覚醒した初号機に取り込まれ戻れなくなる。その間、ゼーレはゲンドウに不信を抱き、計画の切り札となる少年タブリスこと渚カヲルを目覚めさせ、NERVに新たなパイロットとして送り込む。シンジは初号機内で母ユイと対話する夢をみたあと、レイたちの祈りに応えるように機外の世界へと戻る。一方で加持はスパイ活動の狭間で危機に陥り、ミサトに機密データを託して殺害される。やがて使徒による精神汚染で正気を失い、寝たきりとなったアスカに代わり、カヲルが正式なNERVのパイロットとなる。
ある日使徒との対戦でレイは精神を侵蝕され、心に秘めたシンジへの独占欲に向き合わされ苦悩する。使徒の侵蝕はカヲルや助けに入ったシンジにまでおよび、レイは使徒を自身に封じ込めて自爆する。シンジはレイの死に苦悩し、軽くあしらうカヲルに激怒するが、自宅に帰ることも辛く感じて、カヲルの部屋に一時身を寄せる。一方、使徒を通じてシンジを思うレイの感情が流れ込んだカヲルは、人の抱く愛情に興味を惹かれ、シンジからの好意を求める。数日後、生き返ったレイが現れるが、彼女は一連の記憶を持たなかった。戸惑うシンジとミサトに対し、エヴァ開発の機密を知る赤木リツコは、レイと同じ姿であるが魂の無い、ダミーシステムの器となる人体の大群を見せ、今いるレイはスペアであるその一体に魂を宿らせたものだと告げ、ゲンドウの裏切りにあった苦悩からそれらを壊す。やがてカヲルはゼーレの命令により、使徒としての正体を現しNERV本部を襲撃するが、そこに隠されているのが実はアダムではなくリリスであるために目的を果たせないと知る。カヲルはシンジの手で殺されることを望み、受け入れたシンジは初号機の手で彼を殺す。度重なる苦悩にシンジが戦うことへの疑問を抱き気力を失う中、ゼーレはついに補完計画を実行すべくNERVの権限を破棄し、本部を襲撃させる。

### 夏色のエデン
番外編。1998年、16歳で京都大学に飛び級し、冬月コウゾウの研究室に所属する少女が主人公。彼女の先輩・碇ユイは六分儀ゲンドウ（のちの碇ゲンドウ）と交際している。彼との仲をのろけるユイに、少女は幻滅したと言い放つ。ある日、少女がユイの眼鏡を盗んだことが本人にばれ、同時に少女がユイに恋心を抱いていることも知られてしまう。少女はユイに謝罪し、自分がイギリスに留学することと、ゲンドウとの幸せを祈ると伝える。ユイは少女を責めることなく、件の眼鏡をそのまま彼女に与え「真希波マリさん」とその名を呼ぶ。

## 書誌情報

### 通常版
単行本の第4巻までは主要スタッフと出演声優のコメントが収録されている。
| 単行本 | 収録内容                                          | 初出                                                 |
| --- | ------------------------------------------------- | ---------------------------------------------------- |
| 1. 使徒、襲来 - 1995年9月1日発行 ISBN 4-04-713115-6 | STAGE.1 使徒、襲来                                | 月刊少年エース1995年2月号                            |
| 1. 使徒、襲来 - 1995年9月1日発行 ISBN 4-04-713115-6 | STAGE.2 再会…                                     | 月刊少年エース1995年3月号                            |
| 1. 使徒、襲来 - 1995年9月1日発行 ISBN 4-04-713115-6 | STAGE.3 初号機、出撃（リフト・オフ）              | 月刊少年エース1995年4月号                            |
| 1. 使徒、襲来 - 1995年9月1日発行 ISBN 4-04-713115-6 | STAGE.4 沈黙…                                     | 月刊少年エース1995年5月号                            |
| 1. 使徒、襲来 - 1995年9月1日発行 ISBN 4-04-713115-6 | STAGE.5 光の淵に見たもの                          | 月刊少年エース1995年6月号                            |
| 1. 使徒、襲来 - 1995年9月1日発行 ISBN 4-04-713115-6 | STAGE.6 ボクハナク                                | 月刊少年エース1995年7月号                            |
| 2. ナイフと少年 - 1996年3月12日発行 ISBN 4-04-713132-6 | STAGE.7 閉じゆく心                                | 月刊少年エース1995年8月号                            |
| 2. ナイフと少年 - 1996年3月12日発行 ISBN 4-04-713132-6 | STAGE.8 シンジご機嫌ななめ                        | 月刊少年エース1995年10月号                           |
| 2. ナイフと少年 - 1996年3月12日発行 ISBN 4-04-713132-6 | STAGE.9 マニアの受難                              | 月刊少年エース1995年11月号                           |
| 2. ナイフと少年 - 1996年3月12日発行 ISBN 4-04-713132-6 | STAGE.10 ナイフと少年                             | 月刊少年エース1995年12月号                           |
| 2. ナイフと少年 - 1996年3月12日発行 ISBN 4-04-713132-6 | STAGE.11 さまよえるサード・チルドレン             | 月刊少年エース1996年1月号                            |
| 2. ナイフと少年 - 1996年3月12日発行 ISBN 4-04-713132-6 | STAGE.12 やさしさの輪郭（かたち）                 | 月刊少年エース1996年2月号                            |
| 3. 白い傷跡 - 1996年11月7日発行 ISBN 4-04-713165-2 | STAGE.13 白い傷跡                                 | 月刊少年エース1996年3月号                            |
| 3. 白い傷跡 - 1996年11月7日発行 ISBN 4-04-713165-2 | STAGE.14 歪んだ部屋                               | 月刊少年エース1996年5月号                            |
| 3. 白い傷跡 - 1996年11月7日発行 ISBN 4-04-713165-2 | STAGE.15 紅い瞳の信じるものは                     | 月刊少年エース1996年6月号                            |
| 3. 白い傷跡 - 1996年11月7日発行 ISBN 4-04-713165-2 | STAGE.16 棄てられた記憶                           | 月刊少年エース1996年7月号                            |
| 3. 白い傷跡 - 1996年11月7日発行 ISBN 4-04-713165-2 | STAGE.17 決戦前夜                                 | 月刊少年エース1996年8月号                            |
| 3. 白い傷跡 - 1996年11月7日発行 ISBN 4-04-713165-2 | STAGE.18 血戦!                                    | 月刊少年エース1996年9月号                            |
| 3. 白い傷跡 - 1996年11月7日発行 ISBN 4-04-713165-2 | STAGE.19 闇の中の月                               | 月刊少年エース1996年10月号                           |
| 4. アスカ、来日 - 1997年10月22日発行 ISBN 4-04-713197-0 | STAGE.20 アスカ、来日                             | 月刊少年エース1997年1月号                            |
| 4. アスカ、来日 - 1997年10月22日発行 ISBN 4-04-713197-0 | STAGE.21 招かれざる者                             | 月刊少年エース1997年3月号                            |
| 4. アスカ、来日 - 1997年10月22日発行 ISBN 4-04-713197-0 | STAGE.22 アスカ攻撃（アタック）                   | 月刊少年エース1997年5月号                            |
| 4. アスカ、来日 - 1997年10月22日発行 ISBN 4-04-713197-0 | STAGE.23 トライ・アゲイン                         | 月刊少年エース1997年6月号                            |
| 4. アスカ、来日 - 1997年10月22日発行 ISBN 4-04-713197-0 | STAGE.24 不協和音（ディソナンス）                 | 月刊少年エース1997年7月号                            |
| 4. アスカ、来日 - 1997年10月22日発行 ISBN 4-04-713197-0 | STAGE.25 Shall we dance?                          | 月刊少年エース1997年8月号                            |
| 4. アスカ、来日 - 1997年10月22日発行 ISBN 4-04-713197-0 | STAGE.26 瞬間、心、重ねて                         | 月刊少年エース1997年9月号                            |
| 5. 墓標 - 1999年12月17日発行 ISBN 4-04-713311-6 | STAGE.27 パーティー                               | 月刊少年エース1998年1月号                            |
| 5. 墓標 - 1999年12月17日発行 ISBN 4-04-713311-6 | STAGE.28 傷跡をたどれば                           | 月刊少年エース1998年3月号                            |
| 5. 墓標 - 1999年12月17日発行 ISBN 4-04-713311-6 | STAGE.29 墓標                                     | 月刊少年エース1998年5月号                            |
| 5. 墓標 - 1999年12月17日発行 ISBN 4-04-713311-6 | STAGE.30 受け止めろ 重力攻撃 (Catch the G-shock!) | 月刊少年エース1999年7月号                            |
| 5. 墓標 - 1999年12月17日発行 ISBN 4-04-713311-6 | STAGE.31 ネルフ、停電                             | 月刊少年エース1999年8月号                            |
| 5. 墓標 - 1999年12月17日発行 ISBN 4-04-713311-6 | STAGE.32 真実の深淵                               | 月刊少年エース1999年9月号                            |
| 5. 墓標 - 1999年12月17日発行 ISBN 4-04-713311-6 | STAGE.33 アクアリウム                             | 月刊少年エース1999年10月号                           |
| 6. 四人目の適格者 - 2000年12月15日発行 ISBN 4-04-713380-9 | STAGE.34 四人目の適格者                           | 月刊少年エース1999年12月号 月刊少年エース2000年2月号 |
| 6. 四人目の適格者 - 2000年12月15日発行 ISBN 4-04-713380-9 | STAGE.35 光（ヒカリ）、そして影                   | 月刊少年エース2000年3月号                            |
| 6. 四人目の適格者 - 2000年12月15日発行 ISBN 4-04-713380-9 | STAGE.36 告白                                     | 月刊少年エース2000年4月号                            |
| 6. 四人目の適格者 - 2000年12月15日発行 ISBN 4-04-713380-9 | STAGE.37 ギフト                                   | 月刊少年エース2000年7月号                            |
| 6. 四人目の適格者 - 2000年12月15日発行 ISBN 4-04-713380-9 | STAGE.38 迎撃                                     | 月刊少年エース2000年8月号                            |
| 6. 四人目の適格者 - 2000年12月15日発行 ISBN 4-04-713380-9 | STAGE.39 ダミーシステム                           | 月刊少年エース2000年9月号                            |
| 6. 四人目の適格者 - 2000年12月15日発行 ISBN 4-04-713380-9 | STAGE.40 黄昏を黒に染めて…                        | 月刊少年エース2000年11月号                           |
| 7. 男の戦い - （通常版）2001年12月1日発行 ISBN 4-04-713469-4 - （限定版 レイ）2001年12月14日発行 ISBN 4-04-713462-7 - （限定版 アスカ）2001年12月14日発行 ISBN 4-04-713463-5 | STAGE.41 フィスト                                 | 月刊少年エース2001年1月号                            |
| 7. 男の戦い - （通常版）2001年12月1日発行 ISBN 4-04-713469-4 - （限定版 レイ）2001年12月14日発行 ISBN 4-04-713462-7 - （限定版 アスカ）2001年12月14日発行 ISBN 4-04-713463-5 | STAGE.42 灰色の空                                 | 月刊少年エース2001年2月号                            |
| 7. 男の戦い - （通常版）2001年12月1日発行 ISBN 4-04-713469-4 - （限定版 レイ）2001年12月14日発行 ISBN 4-04-713462-7 - （限定版 アスカ）2001年12月14日発行 ISBN 4-04-713463-5 | STAGE.43 尋問                                     | 月刊少年エース2001年5月号                            |
| 7. 男の戦い - （通常版）2001年12月1日発行 ISBN 4-04-713469-4 - （限定版 レイ）2001年12月14日発行 ISBN 4-04-713462-7 - （限定版 アスカ）2001年12月14日発行 ISBN 4-04-713463-5 | STAGE.44 贖罪                                     | 月刊少年エース2001年6月号                            |
| 7. 男の戦い - （通常版）2001年12月1日発行 ISBN 4-04-713469-4 - （限定版 レイ）2001年12月14日発行 ISBN 4-04-713462-7 - （限定版 アスカ）2001年12月14日発行 ISBN 4-04-713463-5 | STAGE.45 男の戦い                                 | 月刊少年エース2001年7月号                            |
| 7. 男の戦い - （通常版）2001年12月1日発行 ISBN 4-04-713469-4 - （限定版 レイ）2001年12月14日発行 ISBN 4-04-713462-7 - （限定版 アスカ）2001年12月14日発行 ISBN 4-04-713463-5 | STAGE.46 覚醒・前編                               | 月刊少年エース2001年8月号                            |
| 7. 男の戦い - （通常版）2001年12月1日発行 ISBN 4-04-713469-4 - （限定版 レイ）2001年12月14日発行 ISBN 4-04-713462-7 - （限定版 アスカ）2001年12月14日発行 ISBN 4-04-713463-5 | STAGE.47 覚醒・後編                               | 月刊少年エース2001年10月号                           |
| 7. 男の戦い - （通常版）2001年12月1日発行 ISBN 4-04-713469-4 - （限定版 レイ）2001年12月14日発行 ISBN 4-04-713462-7 - （限定版 アスカ）2001年12月14日発行 ISBN 4-04-713463-5 | STAGE.48 消滅                                     | 月刊少年エース2001年11月号                           |
| 8. MOTHER - 2002年12月19日発行 ISBN 4-04-713529-1 | STAGE.49 …Kiss.                                   | 月刊少年エース2002年2月号                            |
| 8. MOTHER - 2002年12月19日発行 ISBN 4-04-713529-1 | STAGE.50 心の中へ…                                | 月刊少年エース2002年3月号                            |
| 8. MOTHER - 2002年12月19日発行 ISBN 4-04-713529-1 | STAGE.51 MOTHER                                   | 月刊少年エース2002年4月号                            |
| 8. MOTHER - 2002年12月19日発行 ISBN 4-04-713529-1 | STAGE.52 回想                                     | 月刊少年エース2002年6月号                            |
| 8. MOTHER - 2002年12月19日発行 ISBN 4-04-713529-1 | STAGE.53 光の巨人                                 | 月刊少年エース2002年7月号                            |
| 8. MOTHER - 2002年12月19日発行 ISBN 4-04-713529-1 | STAGE.54 ネルフ誕生                               | 月刊少年エース2002年9月号                            |
| 8. MOTHER - 2002年12月19日発行 ISBN 4-04-713529-1 | STAGE.55 伝言                                     | 月刊少年エース2002年10月号                           |
| 8. MOTHER - 2002年12月19日発行 ISBN 4-04-713529-1 | STAGE.56 ジェラシー                               | 月刊少年エース2002年11月号                           |
| 9. フィフス・チルドレン - （通常版）2004年4月23日発行 ISBN 4-04-713618-2 - （限定版）2004年4月14日発行 ISBN 4-04-900760-6                                                    | STAGE.57 フィフス・チルドレン                     | 月刊少年エース2003年2月号                            |
| 9. フィフス・チルドレン - （通常版）2004年4月23日発行 ISBN 4-04-713618-2 - （限定版）2004年4月14日発行 ISBN 4-04-900760-6                                                    | STAGE.58 拒絶                                     | 月刊少年エース2003年4月号                            |
| 9. フィフス・チルドレン - （通常版）2004年4月23日発行 ISBN 4-04-713618-2 - （限定版）2004年4月14日発行 ISBN 4-04-900760-6                                                    | STAGE.59 プライド                                 | 月刊少年エース2003年6月号                            |
| 9. フィフス・チルドレン - （通常版）2004年4月23日発行 ISBN 4-04-713618-2 - （限定版）2004年4月14日発行 ISBN 4-04-900760-6                                                    | STAGE.60 ドール                                   | 月刊少年エース2003年9月号                            |
| 9. フィフス・チルドレン - （通常版）2004年4月23日発行 ISBN 4-04-713618-2 - （限定版）2004年4月14日発行 ISBN 4-04-900760-6                                                    | STAGE.61 ロンギヌスの槍                           | 月刊少年エース2003年11月号                           |
| 9. フィフス・チルドレン - （通常版）2004年4月23日発行 ISBN 4-04-713618-2 - （限定版）2004年4月14日発行 ISBN 4-04-900760-6                                                    | STAGE.62 distance                                 | 月刊少年エース2003年12月号                           |
| 9. フィフス・チルドレン - （通常版）2004年4月23日発行 ISBN 4-04-713618-2 - （限定版）2004年4月14日発行 ISBN 4-04-900760-6                                                    | STAGE.63 応戦                                     | 月刊少年エース2004年2月号                            |
| 10. 涙 - 2006年3月25日発行 ISBN 4-04-713800-2 | STAGE.64 涙                                       | 月刊少年エース2005年2月号                            |
| 10. 涙 - 2006年3月25日発行 ISBN 4-04-713800-2 | STAGE.65 ひとつになりたい                         | 月刊少年エース2005年4月号                            |
| 10. 涙 - 2006年3月25日発行 ISBN 4-04-713800-2 | STAGE.66 心届かず                                 | 月刊少年エース2005年6月号                            |
| 10. 涙 - 2006年3月25日発行 ISBN 4-04-713800-2 | STAGE.67 ねじれた夜                               | 月刊少年エース2005年8月号                            |
| 10. 涙 - 2006年3月25日発行 ISBN 4-04-713800-2 | STAGE.68 交錯                                     | 月刊少年エース2005年10月号                           |
| 10. 涙 - 2006年3月25日発行 ISBN 4-04-713800-2 | STAGE.69 汚れた血                                 | 月刊少年エース2005年12月号                           |
| 10. 涙 - 2006年3月25日発行 ISBN 4-04-713800-2 | STAGE.70 虚無の群れ                               | 月刊少年エース2006年1月号                            |
| 11. 手のひらの記憶 - 2007年6月19日発行 ISBN 978-4-04-713934-3 | STAGE.71 アダムの末裔                             | 月刊少年エース2006年6月号                            |
| 11. 手のひらの記憶 - 2007年6月19日発行 ISBN 978-4-04-713934-3 | STAGE.72 最後のシ者                               | 月刊少年エース2006年8月号                            |
| 11. 手のひらの記憶 - 2007年6月19日発行 ISBN 978-4-04-713934-3 | STAGE.73 辿りついた境界線                         | 月刊少年エース2006年10月号                           |
| 11. 手のひらの記憶 - 2007年6月19日発行 ISBN 978-4-04-713934-3 | STAGE.74 手のひらの記憶                           | 月刊少年エース2006年12月号                           |
| 11. 手のひらの記憶 - 2007年6月19日発行 ISBN 978-4-04-713934-3 | STAGE.75 欠けた心                                 | 月刊少年エース2007年1月号                            |
| 11. 手のひらの記憶 - 2007年6月19日発行 ISBN 978-4-04-713934-3 | STAGE.76 最後の敵                                 | 月刊少年エース2007年2月号 月刊少年エース2007年3月号  |
| 12. 父と子 - 2010年4月3日発行 ISBN 978-4-04-715420-9 実際の発売日は3月31日                                                                                                   | STAGE.77 GENOCIDE                                 | 月刊少年エース2007年12月号                           |
| 12. 父と子 - 2010年4月3日発行 ISBN 978-4-04-715420-9 実際の発売日は3月31日                                                                                                   | STAGE.78 父と子                                   | ヤングエースVol.1                                    |
| 12. 父と子 - 2010年4月3日発行 ISBN 978-4-04-715420-9 実際の発売日は3月31日                                                                                                   | STAGE.79 約束の時                                 | ヤングエースVol.2                                    |
| 12. 父と子 - 2010年4月3日発行 ISBN 978-4-04-715420-9 実際の発売日は3月31日                                                                                                   | STAGE.80 邂逅                                     | ヤングエースVol.3 ヤングエースVol.4                  |
| 12. 父と子 - 2010年4月3日発行 ISBN 978-4-04-715420-9 実際の発売日は3月31日                                                                                                   | STAGE.81 空よりの敵                               | ヤングエースVol.5                                    |
| 12. 父と子 - 2010年4月3日発行 ISBN 978-4-04-715420-9 実際の発売日は3月31日                                                                                                   | STAGE.82 The last instruction                     | ヤングエースVol.6                                    |
| 12. 父と子 - 2010年4月3日発行 ISBN 978-4-04-715420-9 実際の発売日は3月31日                                                                                                   | STAGE.83 呼応                                     | ヤングエースVol.7                                    |
| 13. Calling - （通常版）2012年11月22日発行 ISBN 978-4-04-120354-5 - （限定版）2012年11月2日発行 ISBN 978-4-04-120355-2                                                       | STAGE.84 Calling                                  | ヤングエース2011年5月号 ヤングエース2011年6月号      |
| 13. Calling - （通常版）2012年11月22日発行 ISBN 978-4-04-120354-5 - （限定版）2012年11月2日発行 ISBN 978-4-04-120355-2                                                       | STAGE.85 裏切り                                   | ヤングエース2011年9月号                              |
| 13. Calling - （通常版）2012年11月22日発行 ISBN 978-4-04-120354-5 - （限定版）2012年11月2日発行 ISBN 978-4-04-120355-2                                                       | STAGE.86 儀式の始まり                             | ヤングエース2011年10月号                             |
| 13. Calling - （通常版）2012年11月22日発行 ISBN 978-4-04-120354-5 - （限定版）2012年11月2日発行 ISBN 978-4-04-120355-2                                                       | STAGE.87 拒絶                                     | ヤングエース2011年12月号                             |
| 13. Calling - （通常版）2012年11月22日発行 ISBN 978-4-04-120354-5 - （限定版）2012年11月2日発行 ISBN 978-4-04-120355-2                                                       | STAGE.88 黒き月                                   | ヤングエース2012年1月号                              |
| 13. Calling - （通常版）2012年11月22日発行 ISBN 978-4-04-120354-5 - （限定版）2012年11月2日発行 ISBN 978-4-04-120355-2                                                       | STAGE.89 face to face                             | ヤングエース2012年2月号 ヤングエース 2012年3月号     |
| 13. Calling - （通常版）2012年11月22日発行 ISBN 978-4-04-120354-5 - （限定版）2012年11月2日発行 ISBN 978-4-04-120355-2                                                       | STAGE.90 夏の追憶                                 | ヤングエース2012年4月号                              |
| 14. 旅立ち - （通常版）2014年11月26日発行 ISBN 978-4-04-101932-0 - （限定版）2014年11月20日発行 ISBN 978-4-04-101931-3                                                       | STAGE.91 光還る処へ                               | ヤングエース2012年10月号                             |
| 14. 旅立ち - （通常版）2014年11月26日発行 ISBN 978-4-04-101932-0 - （限定版）2014年11月20日発行 ISBN 978-4-04-101931-3                                                       | STAGE.92 バースデイ                               | ヤングエース2012年11月号                             |
| 14. 旅立ち - （通常版）2014年11月26日発行 ISBN 978-4-04-101932-0 - （限定版）2014年11月20日発行 ISBN 978-4-04-101931-3                                                       | STAGE.93 生命（いのち）の海                       | ヤングエース2013年1月号 ヤングエース2013年2月号      |
| 14. 旅立ち - （通常版）2014年11月26日発行 ISBN 978-4-04-101932-0 - （限定版）2014年11月20日発行 ISBN 978-4-04-101931-3                                                       | STAGE.94 掌                                       | ヤングエース2013年3月号 ヤングエース2013年5月号      |
| 14. 旅立ち - （通常版）2014年11月26日発行 ISBN 978-4-04-101932-0 - （限定版）2014年11月20日発行 ISBN 978-4-04-101931-3                                                       | STAGE.95 ありがとう∞さようなら                    | ヤングエース2013年6月号                              |
| 14. 旅立ち - （通常版）2014年11月26日発行 ISBN 978-4-04-101932-0 - （限定版）2014年11月20日発行 ISBN 978-4-04-101931-3                                                       | LAST STAGE 旅立ち                                 | ヤングエース2013年7月号                              |
| 14. 旅立ち - （通常版）2014年11月26日発行 ISBN 978-4-04-101932-0 - （限定版）2014年11月20日発行 ISBN 978-4-04-101931-3                                                       | EXTRA STAGE 夏色のエデン                          | 単行本描き下ろし                                     |

### 愛蔵版
A5判の愛蔵版が2021年に刊行された。通常版の2巻ずつが1巻に収録されている。
- 貞本義行（漫画）・カラー（原作）『【愛蔵版】新世紀エヴァンゲリオン』 KADOKAWA、全7巻
  1. 2021年1月26日発売、ISBN 978-4-04-109368-9[4]
  2. 2021年1月26日発売、ISBN 978-4-04-109369-6[16]
  3. 2021年1月26日発売、ISBN 978-4-04-109371-9[17]
  4. 2021年3月26日発売、ISBN 978-4-04-109370-2[18]
  5. 2021年3月26日発売、ISBN 978-4-04-109372-6[19]
  6. 2021年4月26日発売、ISBN 978-4-04-109373-3[20]
  7. 2021年4月26日発売、ISBN 978-4-04-109374-0[21]

### その他関連書籍
- 新世紀エヴァンゲリオン 公式ガイドブック（2011年4月4日発行、ISBN 978-4-04-715671-5）
- 1999年5月発売の『新世紀エヴァンゲリオン コミック総集編』（角川書店）には、第1 - 29話までが収録された。
- 2003年8月発売の『月刊少年エース増刊 エヴァ・エース』（角川書店）には、第57 - 60話までが収録された。
- 2007年8月発売の『新世紀エヴァンゲリオン 特別総集編』（角川書店）には、第1 - 12話までが収録された。
- 2009年6月発売の『新世紀エヴァンゲリオン総集編2009』（角川書店）には、第13 - 26話までが収録された。
- 『月刊少年エース』2006年5月号に第1話が再掲載された。
- 『ヤングエース』Vol.8の付録に第77話が再掲載された。
- 『ヤングエース』2013年8月号に最終話が再掲載された。

## 日本国外での出版
アメリカでは、ビズメディアより複数のバージョンで刊行されている。初めに、通常版第1期が1998年12月6日から2003年5月にかけて第1 - 7巻まで発行された。次に、Special Collector's Editionが2002年2月1日から2003年5月にかけて第1 - 7巻まで発行された。現在広く手に入るものは通常版第2期リリースのものであり、こちらは第1 - 11巻まで発行されている（2004年3月24日 - ）。基本的にはアメリカ版の表紙は日本版と同じものが使われているが、通常版第2期の第2巻の表紙のみ日本版とは違うものが使われている。台湾では、台湾東販から第6巻まで出版された後、台湾国際角川書店に版権が回収され、以降は同社より出版されている。